# Testo masoretico
Il testo masoretico è la versione ebraica della Bibbia ufficialmente in uso fra gli ebrei. Viene spesso utilizzata come base per traduzioni dell'Antico Testamento da parte dei cristiani. Essa venne composta, edita e diffusa da un gruppo di ebrei noto come Masoreti fra il primo e il X secolo d.C. Contiene varianti, alcune significative, rispetto alla più antica versione greca detta dei Settanta.
La parola ebraica mesorah (מסורה) si riferisce alla trasmissione di una tradizione. Infatti, in senso lato, si riferisce all'intera catena della tradizione ebraica. Ma nell'ambito del "testo masoretico" la parola assume un significato specifico, e cioè relativo a succinte note marginali nei manoscritti (e più tardi a stampa) della bibbia ebraica, nelle quali sono annotate particolarità del testo, solitamente relative alla pronuncia esatta della parola.
I più antichi manoscritti completi del testo masoretico risalgono all'incirca al IX secolo d.C., ma esistono frammenti più antichi che sembrano appartenenti alla stessa famiglia testuale. Ad esempio si sono trovate moltissime affinità fra i manoscritti biblici di Qumran, i frammenti ritrovati in alcune grotte del deserto della Giudea, ed il Testo masoretico. Alcuni di questi, infatti, differiscono solo di 1 lettera ogni 1000 dal testo masoretico in uso attualmente mentre altri frammenti presentano differenze maggiori.

## Etimologia
Il termine ebraico masorah (tradizione) ricorre in diverse forme.
Questo termine ha origine dal libro biblico di Ezechiele (20,37) col significato originale di "catena".
L'immutabilità del brano era una caratteristica propria, che lo "incatenava" o lo "legava" al contesto.
Quando, nel corso del tempo, la Masorah è diventata una disciplina tradizionale, il termine ha incominciato a divenire affine al verbo "tramandare", e quindi assunse il significato di "tradizione".

## Lingua e forma
Il linguaggio del testo masoretico è in parte l'ebraico e in parte l'aramaico palestinese. Le annotazioni masoretiche sono state trovate in diverse forme:
1. in lavori distinti (ad esempio Oklah we-Oklah)
2. nella forma di note scritte ai margini e alla fine dei codici. In alcuni rari casi le note sono scritte fra le righe. La prima parola di ogni libro biblico è anche, per regola, circondato da note. Queste ultime sono chiamate la Masorah Iniziale; le note ai margini di lato o fra le colonne sono chiamate Masorah Piccola o Interna; quelle ai margini in basso o in alto Grande o Esterna. Il nome Grande Masorah è applicato talvolta alle note lessicali poste alla fine della Bibbia stampata, solitamente chiamata Masorah Finale.

La Piccola Masorah consiste in brevi note con riferimenti a letture marginali, a statistiche indicanti il numero di volte in cui una particolare forma è trovata nelle Scritture, a una pronuncia giusta o sbagliata ed a lettere scritte in modo anomalo.
La Grande Masorah è più abbondante nelle sue note. La Finale comprende tutte le più lunghe rubriche per le quali gli spazi non potrebbero essere trovati nel margine e sono poste in ordine alfabetico nella forma di una concordanza. La quantità di note che contiene la Masorah Finale è condizionata dalla quantità di spazi vuoti in ogni pagina. Nei manoscritti questo varia anche con il salario a cui il copiatore era pagato e con il taglio fantasioso che aveva dato al suo linguaggio.

## Origine
Il Talmud e anche manoscritti dei Caraiti affermano che una copia di riferimento della Bibbia ebraica fosse conservata nel cortile del Tempio di Gerusalemme per essere utilizzata dai copisti; esistevano inoltre correttori stipendiati dei libri biblici fra gli addetti del tempio (Talmud, trattato Ketubah 106a). Questa copia è menzionata anche nella Lettera di Aristeas § 30; (vedi Blau, Studien zum Althebr. Buchwesen, p. 100); nelle affermazioni di Filone (preambolo alla sua Analisi della costituzione politica degli ebrei) e in Giuseppe Flavio (Contra Apionem i. 8).
Un'altra storia talmudica, forse in riferimento a tempi antichi, riporta che tre rotoli della Torah furono rinvenuti nel cortile del tempio ma che erano diversi uno dall'altro. La questione fu risolta con una decisione a maggioranza per una delle tre versioni (Trattato Soferim 6:4).

### Masorah Numerica
Nell'antichità classica gli scribi erano pagati per il loro lavoro secondo il numero di stichi copiati. I libri della Bibbia, in prosa, mal si prestavano a ciò, e gli scribi iniziarono a contare le lettere. Da questa usanza si sviluppò nel tempo la Masorah numerica, che conteggia e raggruppa i vari elementi del testo. Così, il Levitico (8:23) raggruppa la metà dei versi di tutta la Torah; tutti i nomi di Dio citati in corrispondenza ad Abramo sono santi, salvo che in Genesi 18:3; dieci passaggi della Torah sono punteggiati; per tre volte la Torah ha la sillabazione לא anziché לו. La raccolta dei manoscritti e il rilievo delle loro differenze ha fornito materiale per la Masorah Critica. La stretta relazione che esisteva un tempo (dai Soferim agli Amoraim) tra il Maestro della tradizione ed il Massoreta, che spesso erano la stessa persona, spiega la Masorah Esegetica. Infine, lo sviluppo di un sistema grafico di accentazione e vocalizzazione ha dato adito alla nascita della Masorah Grammaticale.

## Fissazione del testo
La suddivisione in parole, libri, sezioni, paragrafi, versi e clauses (probabilmente citati in ordine cronologico); la definizione dell'ortografia, pronuncia e musicalità; l'introduzione, o la definitiva adozione dei caratteri quadri e delle cinque finali (vedi alfabeto ebraico); alcuni ritocchi testuali per proteggere contro la blasfemia; l'enumerazione di lettere, parole, versi, eccetera, e la sostituzione di alcune parole nelle letture pubbliche sono tra le prime realizzazioni dei Masoreti.
Non essendo pensabili modifiche al testo originale della Bibbia, i primi Masoreti adottarono alcuni espedienti: marcavano le varie divisioni con spaziature, e facevano riferimento a insegnamenti halachici o haggadici, con modifiche delle forme delle lettere, punti e altri segni. Le glosse erano permesse solo sulle copie private, e se ne ha notizia solo a partire da Rabbi Meir (circa 100-150 e.v.).

### Tikkune Soferim
Le prime fonti rabbiniche, risalenti al 200 circa, menzionano molti passaggi delle Scritture in cui si conclude inevitabilmente che l'antica lettura doveva essere diversa da quella del testo attuale. La spiegazione di questo fenomeno è data nell'espressione "le Scritture hanno usato un linguaggio eufemistico", per esempio per evitare i termini antropomorfismo e antropopatismo.
Il Rabbi Simon Ben Pazzi (III secolo) chiama queste letture "emendamenti degli Scribi" ("tikkune Soferim"; Midrash Genesis Rabbah xlix. 7), ipotizzando che gli Scribi in verità avessero fatto dei cambiamenti. Questa visione fu adottata dai Midrash successivi e dalla maggioranza dei Masoreti. Nelle opere Masoretiche, questi cambiamenti sono attribuiti:
- a Ezra
- a Ezra e Nehemiah
- a Ezra e ai soferim
- a Ezra, Nehemiah, Zechariah, Haggai, e Baruch

Tutte queste attribuzioni significano una sola cosa: che i cambiamenti sono stati fatti dagli uomini della Grande Sinagoga.
Il termine "tikkun Soferim" è stato interpretato da diversi studiosi in molti modi. Alcuni lo considerano una correzione del linguaggio biblico autorizzata dai Soferim per scopi omiletici. Secondo altri indica un cambio di mentalità degli scrittori o dei redattori originali delle Scritture che, per esempio, avrebbero evitato di mettere sulla carta concetti che, secondo le aspettative di alcuni dei lettori, avrebbero potuto esprimere.
Ci sono fenomeni nel testo biblico che costringono a supporre che allo stesso tempo sono state fatte correzioni testuali. Queste correzioni possono essere classificate sotto le categorie seguenti:
- rimozione di espressioni inopportune usate nel rivolgersi a Dio; per esempio la sostituzione di "maledire" con "benedire" in alcuni passaggi.
- conservazione del Tetragramma: per esempio la sostituzione di "Elohim" con "YHWH" in alcuni passaggi;
- mancato uso dei nomi di falsi dei per riferirsi a YHWH; per esempio, il cambiamento del nome "Ishbaal" in "Ishbosheth";
- conservazione dell'unità del culto divino a Gerusalemme.

### Mikra e ittur
Tra i primi termini tecnici usati in connessione con le attività degli Scribi sono "mikra Soferim" e "ittur Soferim". Nelle scuole geoniche il primo termine era usato per indicare alcuni cambi di vocale che furono fatti in parole in pausa o dopo l'articolo; il secondo, la cancellazione in qualche passaggio del congiuntivo "vav" dove alcuni l'avevano letto erroneamente. L'obiezione a tale spiegazione è che i primi cambiamenti rientrerebbero nella categoria generale degli espedienti per fissare la pronuncia, mentre i secondi ricadrebbero in quella di "kere" e "ketiv." Sono state addotte molte spiegazioni al riguardo, sia da parte di studiosi antichi che di studiosi moderni, senza tuttavia arrivare a fornire una soluzione del tutto soddisfacente.

### Lettere sospese e parole tratteggiate
Ci sono quattro parole che hanno una lettera sospesa sopra la linea. Una di esse, (Giudici 18:30), è dovuta a una correzione dell'originale per rispetto nei confronti di Mosè. L'origine delle altre tre (Salmi 80:14; Giobbe 38:13, 15) è dubbia. Secondo alcuni, sono dovute a lettere maiuscole errate; secondo altri, sono successivi inserimenti di consonanti deboli originalmente omesse.
In quindici passaggi nella Bibbia alcune parole sono stigmatizzate. Il significato dei punti è discusso. Secondo alcuni sono segni di cancellatura; altri credono che indichino che in alcuni manoscritti collazionati le parole stigmatizzate mancassero, per cui la lettura è dubbia; altri ancora sostengono che si tratti soltanto di un espediente mnemonico per segnalare spiegazioni omiletiche che gli antichi avevano collegato a quelle parole; infine, alcuni affermano che i punti avessero lo scopo di impedire l'omissione da parte dei copisti di elementi testuali che, a prima vista, o dopo un confronto con passaggi paralleli, sembravano essere superflui. Al posto dei punti alcuni manoscritti mostrano tratti verticali o altrimenti orizzontali. Le prime due spiegazioni sono inaccettabili per il motivo che letture così difettose sarebbero da ricondurre a ḳere e ketib, cosa che, in caso di dubbio, la maggioranza dei manoscritti potrebbe decidere. Le ultime due teorie hanno le stesse probabilità.

### Inversione di lettere
In nove passaggi della Bibbia si trovano dei segni, normalmente chiamati nun invertite, perché assomigliano ad una lettera nun ( נ ) scritta capovolta (alcuni manoscritti però riportano altri simboli). Questi simboli sono spesso citati nella letteratura rabbinica come simanyiot (marcatori).

## Storia della Masorah
La storia della Masorah può essere suddivisa in tre periodi: (1) periodo creativo, dall'inizio all'introduzione delle vocali; (2) periodo riproduttivo, dall'introduzione delle vocali alla stampa della Masorah (1425 d.C.); (3) periodo critico, dal 1425 ad oggi.
I materiali per la storia del primo periodo sono conservati sparpagliatamente nella letteratura Talmudica e Midrashica.

## Differenze tra Babilonia e Palestina
Nel corso del tempo si sono sviluppate differenze nella sillabazione e nella pronuncia non solo tra le scuole della Palestina e di Babilonia (differenze già notate nel III secolo) ma nelle varie sedi d'insegnamento di ogni paese. In Babilonia la scuola di Sura differiva da quella di Nehardea; differenze simili esistevano nelle scuole della Palestina, dove la principale sede d'insegnamento negli ultimi tempi era la città di Tiberiade. Queste differenze devono essersi accentuate con l'introduzione dei segni grafici per la pronuncia e cantillazione; e ogni località, seguendo la tradizione della sua scuola, aveva un codice standard che includeva le sue letture.
In questo periodo la tradizione esistente cessò, e i Masoreti nel preparare i loro codici di solito seguivano l'una o l'altra scuola esaminando, tuttavia, codici standard di altre scuole e notando le loro differenze. Nella prima metà del X secolo Aaron ben Moses ben Asher di Tiberiade e Ben Naphtali, capi di due scuole Masoretiche rivali, scrissero entrambi un codice standard della Bibbia che incarnavano le tradizioni delle rispettive scuole. Ben Asher fu l'ultimo di una distinta famiglia di Masoreti che si diffuse nella seconda metà dell'VIII secolo. A dispetto della rivalità tra Ben Naphtali e l'opposizione di Saadia Gaon, il più eminente rappresentante della scuola Babilonese di criticismo, il codice di Ben Asher venne riconosciuto come testo standard della Bibbia. Vedi Codice di Aleppo.

## Ben Asher e Ben Naphtali
In seguito alla morte delle due autorità rivali, Ben Asher e Ben Naphtali, pochissime aggiunte furono fatte dai successivi Masoreti nel XIII e XIV secolo Naḳdanim, che rivisionaroro le opere dei copisti, aggiunsero le vocali e gli accenti. Molti credono che la famiglia Ben Asher fosse Karaita.
Influenza considerevole sullo sviluppo e diffusione della letteratura Masoretica fu esercitata durante l'XI, XII, e XIII secolo dalla scuola franco-tedesca di Tosafists. R. Gershom, suo fratello Machir, Joseph b. Samuel Bonfils (Tob 'Elem) di Limoges, R. Tam (Jacob b. Meïr), Menahem b. Perez di Joigny, Perez b. Elijah di Corbeil, Judah di Parigi, Meïr Spira, e R. Meïr di Rothenburg fecero raccolte masoretiche, o aggiunte alla materia, che sono più o meno frequentemente citate nelle note a margine dei codici Biblici e nelle opere di grammatici ebrei.

## Studi critici
Jacob Ben Hayyim Ibn Adonijah ha collezionato un vasto numero di manoscritti, organizzato il suo materiale e sistemato la Masorah nella seconda edizione della Bibbia Bomberg (Venezia, 1524-25).
Inoltre introducendo la Masorah al margine, compilò alla fine della sua Bibbia una concordanza tra le chiose masoretiche, per cui non poteva trovare spazio in una forma marginale e aggiunse un'introduzione elaborata: il primo trattato sulla Masorah mai prodotto. A dispetto dei suoi numerosi errori, questa eccellente opera è stata generalmente riconosciuta come il "textus receptus" della Masorah.
Dopo Ibn Adonijah lo studio critico della Masorah è stato continuato da Elijah Levita, che pubblicò il suo famoso "Massoret ha-Massoret" nel 1538. Il "Tiberias" del più vecchio Buxtorf (1620) rese le ricerche di Levita accessibile agli studenti Cristiani. L'ottavo prolegomeno di Walton è largamente riagganciato alla scuola di "Tiberiade". Levita compilò anche una vasta concordanza Masoretica, "Sefer ha-Zikronot", che sta ancora alla Biblioteca Nazionale di Parigi, mai pubblicata. A contribuire allo studio della Masorah sono anche R. Meïr b. Todros ha-Levi (RaMaH), che, nel XIII secolo, scrisse il libro "Sefer Massoret Seyag la-Torah"; Menahem di Lonzano, che scrisse un trattato sulla Masorah del Pentauteco intitolato "Or Torah"; e in particolare Jedidiah Solomon di Norzi, il cui scritto "Minḥat Shai" contiene note masoretiche di grande importanza basate su uno studio attento dei manoscritti.